# Rifugio Lagazuoi
Il rifugio Lagazuoi è un rifugio alpino situato sul massiccio del Lagazuoi, nelle Dolomiti Orientali di Badia, ad una quota di 2.752 m s.l.m.. Si trova in cima al Piccolo Lagazuoi, in posizione molto panoramica su numerosissime vette dolomitiche, tra cui Cunturines, Cime di Fanes, Tofane, Odle e Marmolada.

## Storia
La costruzione del rifugio avvenne tra il 1964 e il 1965, su iniziativa della guida alpina ampezzana Ugo Pompanin, per servire le piste da sci che si stavano ricavando sul Lagazuoi. Negli anni sono stati svolti molti lavori di ristrutturazione e ampliamento, tanto che oggi è il rifugio alpino più capiente nel comune di Cortina d'Ampezzo.

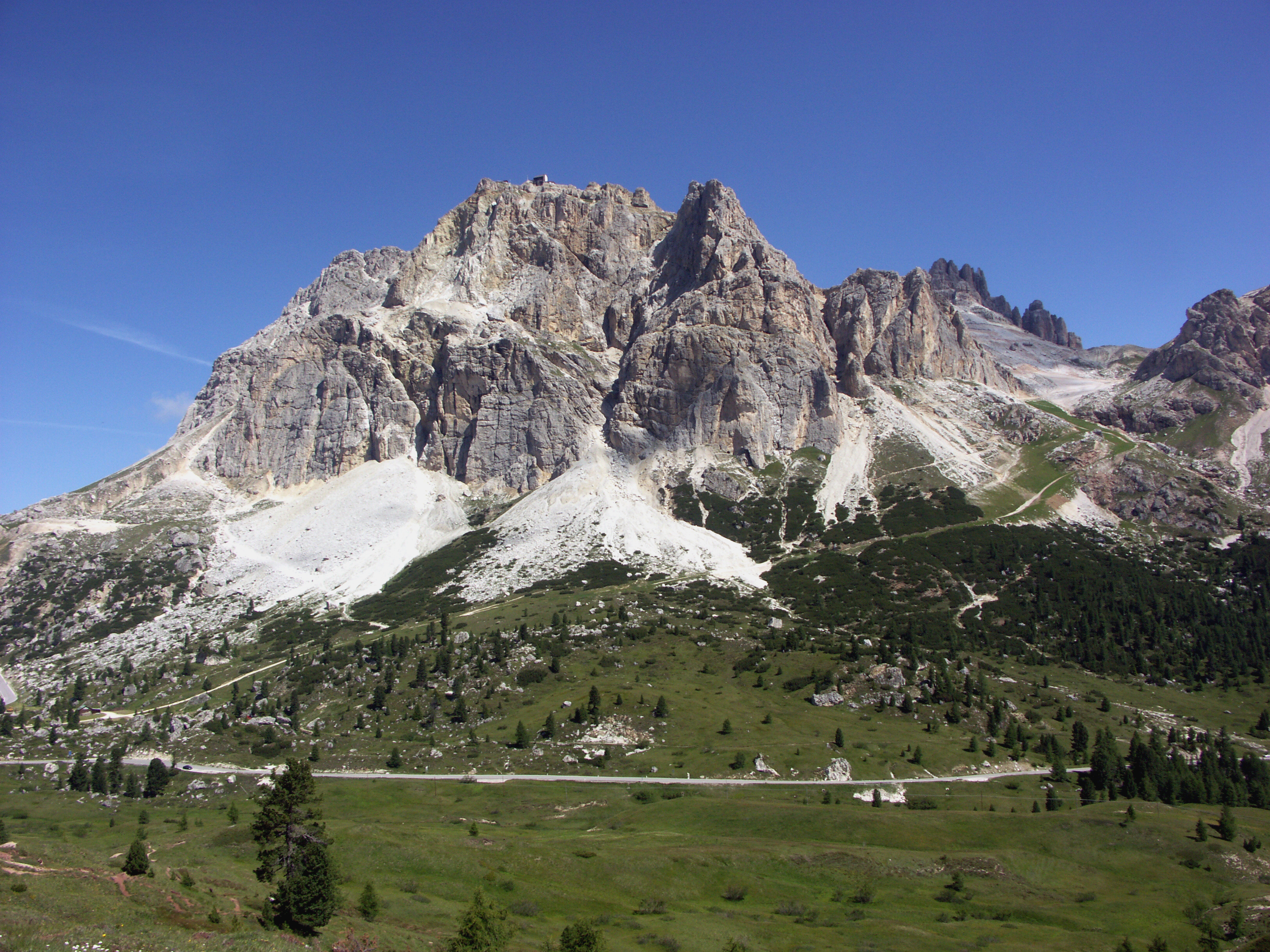
Il Piccolo Lagazuoi visto dal Passo di Falzarego. Il rifugio Lagazuoi si trova sulla vetta

## Accessi[3]
- dal Passo di Falzarego, in 2.15 ore di cammino;
- dal Passo di Falzarego, con la Funivia del Lagazuoi;
- dal rifugio Scotoni, in 2.30 ore;
- da Fiames - Pian de Loa, in 6.30 ore di cammino risalendo la val Travenanzes.

## Traversate
Il Lagazuoi è uno dei rifugi attraversati dall'alta Via n.1. Vi si arriva dal rifugio Fanes in circa 5 ore di cammino (3ª tappa) e da qui si procede alla volta del rifugio Nuvolau in 5.30 ore (4ª tappa).